# Козово
Козово (пол. Kozowo) — село в Польщі, у гміні Вінсько Воловського повіту Нижньосілезького воєводства.
Населення — 119 осіб (2011).
У 1975-1998 роках село належало до Вроцлавського воєводства.

## Демографія
Демографічна структура станом на 31 березня 2011 року:
|          | Загалом | Допрацездатний вік | Працездатний вік | Постпрацездатний вік |
| -------- | ------- | ------------------ | ---------------- | -------------------- |
| Чоловіки | 64      | 18                 | 35               | 11                   |
| Жінки    | 55      | 12                 | 31               | 12                   |
| Разом    | 119     | 30                 | 66               | 23                   |